# Слобідка Більшівцівська
Слобі́дка Більшівці́вська — село Більшівцівської селищної громади Івано-Франківського району Івано-Франківської області. На деяких картографічних джерелах село помилково помічене як Слобідка.

## Історія
У 1939 році в селі проживало 750 мешканців (450 українців-грекокатоликів, 235 українців-римокатоликів, 60 поляків, 5 євреїв).
14-15 березня 1944 р. на село напали каральні відділи німців, яким вчинили опір 10 бійців місцевої самооборони, убивши кільканадцять німців. Тільки після підтягнення німцями танків і артилерії повстанці відійшли.
Івано-Франківська обласна Рада народних депутатів рішенням від 29 листопада 1994 року відновила село Слобідка, раніше об'єднане з селищем міського типу Більшівці.

## Населення

### Мова
Розподіл населення за рідною мовою за даними перепису 2001 року:
| Мова       | Кількість | Відсоток |
| ---------- | --------- | -------- |
| українська | 572       | 99.13%   |
| російська  | 5         | 0.87%    |
| Усього     | 577       | 100%     |

## Народились
- Денега Микола Михайлович «Білий», «Грицько», «Кривавич», «Ярема» (1925 – 1955) — стрілець сотні УПА «Буйні» на Тернопільщині (05.08.1944), керівник Бурштинського районного проводу ОУН. 24.08.1954 р. захоплений у полон під час бою з опергрупою КДБ у с. Бабухів Рогатинського р-ну. Хорунжий СБ; відзначений Бронзовим хрестом бойової заслуги (1953) та Бронзовим хрестом заслуги (1953)[5].
- Ольга Дяченко — учасниця бойових дій ОУН–УПА і свідок Норильського повстання 1953 року.[6]

## Сучасність
На території знаходиться гай поблизу вул. Загородня, а такожа річка Гнила Липа.
Є церква Св. Миколая, газовня, пам'ятник дівчини, бібліотека.